# Fekete Villám (televíziós sorozat)
A Fekete Villám (eredeti cím: Black Lightning) 2018 és 2021 között vetített amerikai televíziós filmsorozat, amelynek az alkotója Salim Akil. A főszereplői Cress Williams, China Anne McClain, Nafessa Williams, Christine Adams, Marvin Jones III, Damon Gupton és James Remar. A sorozat pilot epizód kidolgozásának munkálatai 2016 szeptemberében kezdődtek el a FOX égisze alatt, de miután a csatorna úgy ítélte meg, hogy nem vág profilba a forgatókönyv, ezért az alapján a The CW rendelte be a pilotot. The CW sugározza 2018. január 16-i kezdettel.
A Sorozat 3.Évad 9.Része 2019. december 9.-én a Végtelen világok válsága 2. rész és 3. rész között történik.

## Történet
A sorozat egy, a bandák uralta New Orleans-ban a környékbéli gyerekeknek menedéket adó iskola igazgatójáról szól. Jefferson Pierce, aki 9 évvel korábban valódi szuperhős volt. Azonban amikor látta, hogy az életveszélyes helyzetek milyen hatással vannak családjára, visszavonult és képességei nélkül boldogul, két lányát segítve. Azonban a bűnözés és a korrupció akkora méreteket ölt, hogy kénytelen ismét maszkot ölteni, hogy családján és közösségén segítsen.

## Szereplők

### Főszereplők
| Színész                    | Szerep                           |
| -------------------------- | -------------------------------- |
| Cress Williams             | Jefferson Pierce / Fekete villám |
| China Anne McClain         | Jennifer Pierce                  |
| Nafessa Williams           | Anissa Pierce / Thunder          |
| Christine Adams            | Lynn Stewart                     |
| Marvin "Krondon" Jones III | Tobias Whale                     |
| Damon Gupton               | Henderson                        |
| James Remar                | Peter Gambi                      |

### Vendég- és mellékszereplők
| Színész               | Szerep           |
| --------------------- | ---------------- |
| Kyanna Simone Simpson | Kiesha Henderson |
| Skye P. Marshall      | Kara Fowdy       |
| Charlbi Dean          | Syonide          |
| KJordan Calloway      | Khalil           |
| Chantal Thuy          | Grace Choi       |
| Jill Scott            | Lady Eve         |
| Edwina Findley        | Tori Whale       |

## Epizódok
További információ: A Black Lightning epizódjainak listája